# 御定资治通鉴纲目三编
《御定资治通鉴纲目三编》初名《明纪纲目》或《明鑑纲目》，是清朝乾隆年间官方编成的编年体明朝史书。

## 编纂
乾隆四年七月，《明史》编纂完毕。八月初七，清高宗下谕编纂《明纪纲目》，使之与上月刊成的纪传体《明史》相为表里。谕旨言：“朱子……成《通鉴纲目》，书法谨严，得圣人褒贬是非之义。……今武英殿刊刻《明史》将次告竣，应仿朱子义例编纂《明纪纲目》，传示来兹。”于是，八月三十日，乾隆帝诏命“以大学士鄂尔泰、张廷玉为总裁官”，组建《明纪纲目》馆。
纂修伊始，总裁张廷玉等主张“《明史》已成，是非已定。馆中原有《实录》及名人撰述，无庸再为考核。但当据《本纪》为纲，《志》、《传》为目，掇拾成之足矣。”而史官杨椿认为：《明史》不过是在王鸿绪史稿后“缀以赞辞，及以意更其目次，或点窜字句”之书而已，史官并没有“将现存之书与王公史稿详加讨论”，而且更有甚者，“改讹王稿”。即是他认为已成之官修《明史》并没有改正王氏史稿原有的史实舛误，仍然舛误尤甚，《明纪纲目》史事记载根本不应该以其为根据。
然而，杨椿的建议最终也未被总裁所采纳，《明纪纲目》按照既定纂修方针成书。乾隆十一年闰三月，《明纪纲目》编成，共二十卷。乾隆亲自作序。《明纪纲目》是继《明史》之后清朝官方明史学的另一重要成果。

## 修订
乾隆四十年（1775）五月，乾隆帝阅读《明纪纲目》，发现其记载多有与史实不符之处，遂于五月十五日下谕改修《明纪纲目》。他在谕旨中批评了《明纪纲目》的史实舛误。他说，“张廷玉等原办《（明纪）纲目》，惟务书法谨严，而未暇考核精当，尚不足以昭传信。”于是，他命令将此书交方略馆改纂，并将原书查缴。三天之后，延及《明史》。乾隆帝再次谕令“昨因《明纪纲目》考核未为精当，命军机大臣将原书另行改辑，候朕鉴定。……现在改办《明纪纲目》，著将《明史》一并查改，用昭传信。”于是由改纂《明纪纲目》延及查改《明史》。
《明纪纲目》于乾隆四十七年改竣，收入《四库全书》，并更名为《御定资治通鉴纲目三编》。《明史》则于乾隆五十四年改修誊录完毕，亦被收入《四库全书》，是为《四库全书》本《明史》。《四库全书》本《明纪纲目》也是清朝官修《明纪纲目》最终成果。
本书于民国时期，由印鸾章、李介人重新修订。现行版本多为此版。

## 其他资料
侯德仁《杨椿与<明史>和<明纪纲目>的纂修》，《南开大学学报》2002年第5期